# Mesothen flaviventris
Mesothen flaviventris är en fjärilsart som beskrevs av Druce 1884. Mesothen flaviventris ingår i släktet Mesothen och familjen björnspinnare. Inga underarter finns listade i Catalogue of Life.